# 2022 w muzyce
Wydarzenia muzyczne w 2022 roku.

## Wydarzenia
Ze względu na atak Rosji na Ukrainę miały miejsce wyjątkowe wydarzenia muzyczne związane z tą wojną.

### Polska
- 14 kwietnia – premiera piosenki i teledysku „Chcemy mieć sny” zespołu Grzane Wino i Przyjaciele. Wystąpił w nim Eugeniusz Olejarczyk „Siczka” lider KSU, Sebastian Riedel (Cree), zespół Perspective Band, Konrad Baum (DOC), Małgorzata Boć (Revolution) artystka ukraińska Valentina Maslovska. Utwór powstał w reakcji na inwazję Rosji na Ukrainę w 2022[1]

### Świat
- 5 marca – Sting wykonał na nowo swój antywojenny utwór „Russians” z lat 80. Stanowił on reakcję na inwazję Rosji na Ukrainę w 2022[2]
- 7 kwietnia – Pink Floyd wydał singel z gościnnym udziałem Andrija Chływniuka z zespołu Boombox. Stanowił on reakcję na inwazję Rosji na Ukrainę w 2022. Pierwszy w pełni nowy utwór „Hey, Hey, Rise Up!” nagrany przez zespół od wydania płyty The Division Bell w 1994[3]
- 8 maja – Bono i The Edge wystąpili w kijowskim metrze na stacji Chreszczatyk[4][5]
- 28 lipca – Pierwszy koncert światowego tournée sformowanej w Warszawie z Ukraińskich muzyków orkiestry symfonicznej Ukrainian Freedom Orchestra. Po koncercie w Filharmonii Narodowej zespół wyruszył na tournée po Europie i Stanach Zjednoczonych – wystąpi w 12 miastach, na scenach takich jak: Royal Albert Hall w Londynie, Concertgebouw w Amsterdamie, Elbphilharmonie w Hamburgu oraz Lincoln Center w Nowym Jorku. Tournée zakończy występ w Metropolitan Opera w Nowym Jorku[6]

#### Koncerty
- 1 i 2 marca – Bruce Liu, Warszawa, Filharmonia Narodowa[7][8]
- 12 marca – Armin van Buuren, Tauron Arena Kraków[9]
- 14 kwietnia – Hans Zimmer, Łódź, Atlas Arena[10]
- 21 kwietnia – Hans Zimmer, Tauron Arena Kraków[11]
- 28 kwietnia – 5 Seconds of Summer, Tauron Arena Kraków[12][13]
- 21 maja – Tool, Tauron Arena Kraków[14]
- 28 maja
  - Nick Mason (Nick Mason's Saucerful of Secrets), Łódź, Klub Wytwórnia[15]
  - Scorpions, Tauron Arena Kraków[16]
- 31 marca – Korn, Warszawa, Hala Torwar[17]
- 3 czerwca – Kiss, Łódź, Atlas Arena[18]
- 12 czerwca – Whitesnake i Europe, Tauron Arena Kraków[19]
- 20 czerwca – Guns N’ Roses, Stadion Narodowy w Warszawie[20]
- 21 czerwca – Kings of Leon, Stadion Miejski we Wrocławiu[21]
- 26 czerwca – Alicia Keys, Tauron Arena Kraków[22]
- 8 lipca – Coldplay, Stadion Narodowy w Warszawie[23]
- 14 lipca – Pearl Jam, Tauron Arena Kraków[24]
- 16 lipca – Rammstein, Stadion Narodowy w Warszawie[25]
- 18 lipca
  - Robert Plant i Alison Krauss, Sopot, Opera Leśna[26]
  - Harry Styles, Tauron Arena Kraków[27]
- 24 lipca – Iron Maiden, Stadion Narodowy w Warszawie[28][29]
- 28 lipca – Ukrainian Freedom Orchestra, Warszawa, Filharmonia Narodowa[6]
- 30 lipca – Sting, Stadion Narodowy w Warszawie[30]
- 7 sierpnia
  - Nick Cave and the Bad Seeds, Arena Gliwice[31]
  - Slipknot, Gdańsk / Sopot, Ergo Arena[32]
- 25 sierpnia – Ed Sheeran, Stadion Narodowy w Warszawie[33]
- 27 sierpnia – Andrea Bocelli, Tauron Arena Kraków[34]
- 8 października – Alan Walker, Tauron Arena Kraków[35]
- 12 października – Deep Purple, Łódź, Atlas Arena[36]
- 17 października – Placebo, Expo XXI Warszawa[37]
- 18 października – Garou, Warszawa, Hala Torwar[38]
- 20 października
  - The Cure, Tauron Arena Kraków[39]
  - Garou, Hala Stulecia we Wrocławiu[38]
  - Zaz, Gdańsk / Sopot, Ergo Arena[40]
- 21 października
  - The Cure, Łódź, Atlas Arena[41]
  - Garou, Dom Muzyki i Tańca w Zabrzu[38]
- 22 października – Zaz, Łódź, Atlas Arena[42]
- 23 października
  - Garou, Gdańsk / Sopot, Ergo Arena[38]
  - Zaz, Kraków, Tauron Arena[42][43]
- 26 października – 50 Cent, Kraków, Tauron Arena[44]
- 29 października – Backstreet Boys, Kraków, Tauron Arena[45]
- 4, 5, 7 listopada – The HU, Gdańsk (B90), Warszawa (Progresja), Kraków (Studio)[46]
- 7 grudnia – Simply Red, Łódź, Atlas Arena[47]
- 14 grudnia – Nightwish. Arena Gliwice[48]

#### Festiwale i konkursy
- 24. Bielska Zadymka Jazzowa, 4 marca, 20–26 czerwca[49][50]
- 61. Festiwal Muzyczny w Łańcucie, 25 maja – 5 czerwca[51]
- 13. Orange Warsaw Festival, 3–4 czerwca[52]
- LIX Krajowy Festiwal Piosenki Polskiej w Opolu, 17–20 czerwca[53]
- Open’er Festival, Port lotniczy Gdynia-Kosakowo, 29 czerwca – 2 lipca[54] (Niektóre koncerty z powodu złych warunków atmosferycznych został odwołane)[55]
- 28. Jazz na Starówce, Rynek Starego Miasta w Warszawie, 2 lipca – 27 sierpnia[56]
- Festiwal w Jarocinie, 14–17 lipca[57]
- 41. Piknik Country & Folk, Mrągowo, 29–30 lipca[58]
- 51. Międzynarodowy Festiwal Jazzu Tradycyjnego Old Jazz Meeting „Złota Tarka”, Iława, 12–14 sierpnia[59][60]
- 16. Międzynarodowy Konkurs Skrzypcowy im. Henryka Wieniawskiego, Aula Uniwersytecka w Poznaniu, 7–21 października[61]
- 40. Rawa Blues Festival, Katowice Spodek, 8 października[62][63]
- 64. Jazz Jamboree, Warszawa, Klub „Stodoła”, 27–30 października[64]

### Świat

#### Koncerty
- 10, 12 i 14 maja 2022 – Eurowizja 2022
- 11 grudnia 2022 – Eurowizja Junior 2022

## Zmarli
- 1 stycznia
  - Richard Freed – amerykański krytyk muzyczny (ur. 1928)[65]
- 2 stycznia
  - Ana Bejerano – hiszpańska piosenkarka (ur. 1961)[66]
  - Władimir Chromczenko – ukraiński organista (ur. 1949)[67]
  - Traxamillion – amerykański producent muzyczny gatunku hip-hop (ur. 1979)[68]
- 3 stycznia
  - Teofil Lisiecki – polski kontrabasista jazzowy, muzyk zespołu Jazz Band Ball Orchestra (ur. 1945)[69][70]
- 4 stycznia
  - Andrzej Nowak – polski gitarzysta rockowy, muzyk zespołów TSA, Złe Psy (ur. 1959)[71]
- 5 stycznia
  - Dale Clevenger – amerykański waltornista, muzyk Chicagowskiej Orkiestry Symfonicznej (ur. 1940)[72]
  - John Moriarty – amerykański dyrygent i reżyser operowy (ur. 1930)[73][74]
  - Neil Nongkynrih – indyjski pianista i dyrygent (ur. 1970)[75]
  - Volker Scherliess – niemiecki muzykolog (ur. 1945)[76]
- 6 stycznia
  - Tania Aszot-Harutunian – irańska pianistka; laureatka III nagrody na VI Międzynarodowym Konkursie Pianistycznym im. Fryderyka Chopina (ur. 1937)[77]
  - Koady Chaisson – kanadyjski muzyk (ur. 1984)[78]
  - Carlo Meliciani – włoski śpiewak operowy (baryton) (ur. 1929)[79]
  - Gloria Piedimonte – włoska aktorka, piosenkarka i tancerka (ur. 1955)[80]
  - Calvin Simon – amerykański piosenkarz, członek zespołów Parliament i Funkadelic (ur. 1942)[81]
- 7 stycznia
  - Harpdog Brown – kanadyjski piosenkarz i harmonijkarz bluesowy (ur. 1962)[82]
  - R. Dean Taylor – kanadyjski piosenkarz, autor tekstów i producent muzyczny wytwórni Motown (ur. 1939)[83]
- 8 stycznia
  - Marilyn Bergman – amerykańska autorka piosenek (ur. 1928)[84]
  - Wiktor Koczniew – rosyjski dyrygent, kompozytor i pianista (ur. 1946)[85][86]
  - Michael Lang – amerykański menadżer i producent muzyczny, współorganizator Festiwalu w Woodstock (ur. 1944)[87][88]
- 9 stycznia
  - Maria Ewing – amerykańska śpiewaczka operowa (ur. 1950)[89][90]
  - James Maraniss – amerykański librecista operowy, tłumacz, pedagog (ur. 1945)[91]
  - James Mtume – amerykański muzyk gatunków jazz i R&B, autor piosenek, producent nagrań (ur. 1947)[92]
- 10 stycznia
  - Francis Jackson – brytyjski organista i kompozytor (ur. 1917)[93][94]
  - Khan Jamal – amerykański wibrafonista jazzowy (ur. 1946)[95]
  - Burke Shelley – walijski wokalista i basista, członek zespołu Budgie (ur. 1950)[96]
- 11 stycznia
  - Rosa Lee Hawkins – amerykańska piosenkarka, współzałożycielka zespołu The Dixie Cups (ur. 1945)[97]
  - Jordi Sabatés – hiszpański pianista, kompozytor i aranżer (ur. 1948)[98]
- 12 stycznia
  - Witold Antkowiak – polski piosenkarz, członek Duetu Egzotycznego (ur. 1930)[99]
  - Everett Lee – amerykański dyrygent (ur. 1916)[100]
  - Pjus – polski raper, felietonista i copywriter (ur. 1982)[101]
  - Ronnie Spector – amerykańska wokalistka, członkini zespołu The Ronettes (ur. 1943)[102]
- 13 stycznia
  - Andrzej Kozioł – polski piosenkarz, członek zespołu Vox (ur. 1949)[103]
  - Fred Parris – amerykański wokalista i kompozytor, członek zespołu The Five Satins (ur. 1936)[104]
- 14 stycznia
  - Antonio Blancas – hiszpański śpiewak operowy (baryton) (ur. 1939)[105]
  - Montez Coleman – amerykański perkusista jazzowy (ur. 1973)[106]
  - Dallas Frazier – amerykański piosenkarz country, autor piosenek (ur. 1939)[107]
  - Davorin Kempf – chorwacki kompozytor, pianista i muzykolog (ur. 1947)[108]
  - Janusz Sołtysik – polski saksofonista jazzowy, członek zespołu Five O’Clock Orchestra (ur. 1943)[109]
- 15 stycznia
  - Dan Einstein – amerykański niezależny producent płytowy (ur. 1960)[110]
- 16 stycznia
  - Ralph Emery – amerykański muzyk country, DJ radiowy (ur. 1933)[111]
- 16 stycznia
  - Karmela Koren – izraelska piosenkarka (ur. 1938)[112]
- 17 stycznia
  - Nikša Bareza – chorwacki dyrygent (ur. 1936)[113]
  - Armando Gama – portugalski piosenkarz i autor piosenek (ur. 1954)[114]
  - Neela Wickramasinghe – lankijska piosenkarka i dyplomata (ur. 1950)[115][116]
- 18 stycznia
  - Dick Halligan – amerykański multiinstrumentalista jazz-rockowy (ur. 1943)[117]
  - Paavo Heininen – fiński kompozytor i pianista (ur. 1938)[118]
  - Tito Matos – puertorykański perkusjonista jazzowy (ur. 1968)[119]
  - Badal Roy – brytyjski perkusjonista pochodzenia bengalskiego (ur. 1939)[120]
  - Roger Tapping – angielski altowiolista (ur. 1960)[121]
- 19 stycznia
  - Nigel Rogers – angielski śpiewak operowy (tenor), pedagog muzyczny (ur. 1935)[122]
- 20 stycznia
  - Meat Loaf – amerykański piosenkarz i aktor (ur. 1947)[123]
  - Juro Mětšk – niemiecki kompozytor pochodzenia serbołużyckiego (ur. 1954)[124]
  - Elza Soares – brazylijska piosenkarka (ur. 1930)[125]
  - Karolos Trikolidis – austriacki dyrygent, pochodzenia greckiego (ur. 1947)[126]
- 21 stycznia
  - Felicia Donceanu – rumuńska kompozytorka (ur. 1931)[127]
  - Emil Mangelsdorff – niemiecki saksofonista, klarnecista i flecista jazzowy (ur. 1925)[128]
- 22 stycznia
  - Aki Rahimovski – macedońsko-chorwacki wokalista rockowy (ur. 1955)[129]
  - Don Wilson – amerykański muzyk rockowy, gitarzysta zespołu The Ventures (ur. 1933)[130][131]
- 23 stycznia
  - Beegie Adair – amerykańska pianistka jazzowa (ur. 1937)[132][133]
  - Barbara Krafftówna – polska aktorka, artystka kabaretowa i piosenkarka (ur. 1928)[134]
- 26 stycznia
  - Janet Mead – australijska zakonnica katolicka, piosenkarka (ur. 1937)[135]
- 27 stycznia
  - Alain Bancquart – francuski kompozytor (ur. 1934)[136]
  - Georg Christoph Biller, niemiecki dyrygent chórów, kompozytor, kapelmistrz i pedagog (ur. 1955)[137][138]
  - Diego Verdaguer – meksykański piosenkarz pochodzący z Argentyny (ur. 1951)[139]
- 29 stycznia
  - Sam Lay – amerykański perkusista bluesowy (ur. 1935)[140]
- 30 stycznia
  - Hargus Robbins – amerykański klawiszowiec country, muzyk sesyjny (ur. 1938)[141]
  - Norma Waterson – angielska piosenkarka folkowa (ur. 1939)[142][143]
  - John Woolf – brytyjski skrzypek, promotor koncertów (ur. 1930)[144]
- 31 stycznia
  - Jimmy Johnson – amerykański gitarzysta i wokalista bluesowy (ur. 1928)[145][146]
- 1 lutego
  - Leslie Parnas – amerykański wiolonczelista (ur. 1931)[147]
  - Jon Zazula – amerykański producent muzyczny i biznesmen branży muzycznej (ur. 1952)[148][149]
- 2 lutego
  - Joe Diorio – amerykański gitarzysta jazzowy (ur. 1936)[150]
- 3 lutego
  - Donny Gerrard – kanadyjski piosenkarz (ur. 1946)[151]
- 4 lutego
  - Quintin Ballardie – angielski altowiolista (ur. 1928)[152]
- 5 lutego
  - Rubén Fuentes – meksykański skrzypek i kompozytor (ur. 1926)[153]
- 6 lutego
  - George Crumb – amerykański kompozytor i pedagog (ur. 1929)[154]
  - Syl Johnson – amerykański muzyk, piosenkarz, bluesman i producent muzyczny (ur. 1936)[155][156]
  - Lata Mangeshkar – indyjska piosenkarka (ur. 1929)[157]
  - Predrag Peđa Vranešević – serbski muzyk rockowy (ur. 1946)[158]
- 7 lutego
  - Zbigniew Namysłowski – polski saksofonista jazzowy, kompozytor i aranżer (ur. 1939)[159]
- 9 lutego
  - Betty Davis – amerykańska piosenkarka (ur. 1944)[160]
  - Joseph Horovitz – brytyjski kompozytor i dyrygent (ur. 1926)[161]
  - Ian McDonald – brytyjski muzyk rockowy, kompozytor, producent muzyczny oraz multiinstrumentalista, członek zespołów King Crimson i Foreigner (ur. 1946)[162][163]
  - Nora Nova – bułgarska piosenkarka (ur. 1928)[164]
- 10 lutego
  - Roman Kostrzewski – polski muzyk, wokalista i autor tekstów, członek zespołów Kat, Alkatraz oraz Kat & Roman Kostrzewski (ur. 1960)[165]
- 12 lutego
  - Howard Grimes – amerykański perkusista (ur. 1941)[166]
  - William Kraft – amerykański kompozytor, dyrygent, pedagog, kotlista i perkusjonista (ur. 1923)[167][168]
- 14 lutego
  - Ralf Bursy – niemiecki piosenkarz popowy i rockowy, producent muzyczny (ur. 1956)[169]
  - Sandy Nelson – amerykański perkusista rockowy (ur. 1938)[170]
- 15 lutego
  - Bappi Lahiri – indyjski piosenkarz, kompozytor i producent nagrań (ur. 1952)[171]
  - Edgars Račevskis – łotewski dyrygent chórów (ur. 1936)[172]
  - Beverly Ross – amerykańska autorka tekstów piosenek (ur. 1934)[173]
- 16 lutego
  - Toni Stricker – austriacki skrzypek i kompozytor (ur. 1930)[174]
- 17 lutego
  - Fausto Cigliano – włoski piosenkarz, gitarzysta i aktor (ur. 1937)[175][176]
  - Paweł Juszczenko – polski gitarzysta jazzowy (ur. 1944)[177]
  - Jennifer Toye – brytyjska śpiewaczka operowa (sopran) (ur. 1933)[178]
- 18 lutego
  - Witold Paszt – polski muzyk i wokalista zespołu Vox (ur. 1953)[179]
- 19 lutego
  - Gary Brooker – angielski wokalista, kompozytor i klawiszowiec, lider zespołu Procol Harum (ur. 1945)[180]
  - Nigel Butterley – australijski kompozytor i pianista (ur. 1935)[181]
- 20 lutego
  - Joni James – amerykańska piosenkarka (ur. 1930)[182]
- 21 lutego
  - Ernie Andrews – amerykański piosenkarz jazzowy, bluesowy i popowy (ur. 1927)[183]
  - Bernardas Vasiliauskas – litewski pianista i organista (ur. 1938)[184]
- 22 lutego
  - Maffy Falay – turecki trębacz jazzowy (ur. 1930)[185]
  - Mark Lanegan – amerykański muzyk, kompozytor, wokalista i autor tekstów (ur. 1964)[186]
  - Paweł Młynarczyk – polski klawiszowiec, muzyk zespołów Zoo i Siekiera (ur. 1955)[187]
  - Josephine Veasey – brytyjska śpiewaczka operowa, mezzosopran (ur. 1930)[188][189][190][191]
- 23 lutego
  - Carlos Barbosa-Lima – brazylijski gitarzysta klasyczny i jazzowy (ur. 1944)[192]
  - Jaakko Kuusisto – fiński kompozytor, dyrygent, skrzypek (ur. 1974)[193]
  - Antonietta Stella – włoska śpiewaczka operowa, sopran (ur. 1929)[194][195]
- 24 lutego
  - Janusz Pisarski – polski altowiolista, wykładowca Akademii Muzycznej w Krakowie (ur. 1955)[196]
- 1 marca
  - Conrad Janis – amerykański puzonista jazzowy i aktor (ur. 1928)[197]
  - Warner Mack – amerykański piosenkarz country (ur. 1935)[198]
- 2 marca
  - Zbigniew Jaremko – polski saksofonista tenorowy i sopranowy, klarnecista, kompozytor i aranżer (ur. 1946)[199][200]
- 5 marca
  - Patricio Renán – chilijski piosenkarz (ur. 1945)[201][202]
- 6 marca
  - Pau Riba – kataloński piosenkarz i gitarzysta folkowy, autor tekstów i pisarz (ur. 1948)[203]
  - Jan Welmers – holenderski kompozytor i organista (ur. 1937)[204]
- 8 marca
  - René Clemencic – austriacki muzykolog, dyrygent, flecista, klawesynista i kompozytor (ur. 1928)[205]
  - Grandpa Elliott – amerykański muzyk uliczny (ur. 1944)[206]
  - Ron Miles – amerykański trębacz, kornecista i kompozytor jazzowy (ur. 1963)[207][208]
- 9 marca
  - Qemal Kërtusha – albański piosenkarz (ur. 1931)[209][210]
- 10 marca
  - Bobbie Nelson – amerykańska pianistka i piosenkarka (ur. 1931)[211]
  - Jessica Williams – amerykańska pianistka i kompozytorka jazzowa (ur. 1948)[212]
- 11 marca
  - Jerzy Łaba – polski perkusista rockowy i jazzowy; instruktor muzyczny i nauczyciel gry na perkusji (ur. 1956)[213]
  - Brad Martin – amerykański piosenkarz country (ur. 1973)[214]
  - Timmy Thomas – amerykański piosenkarz R&B, klawiszowiec, autorem tekstów i producent muzyczny (ur. 1944)[215]
- 12 marca
  - Traci Braxton – amerykańska piosenkarka, osobowość telewizyjna i radiowa (ur. 1971)[216]
  - Ludwik Erhardt – polski muzykolog i dziennikarz muzyczny, redaktor naczelny pisma „Ruch Muzyczny” (1971–2008) (ur. 1934)[217]
- 13 marca
  - Mary Lee – szkocka piosenkarka (ur. 1921)[218]
- 14 marca
  - Dennis González – amerykański trębacz jazzowy (ur. 1954)[219]
- 16 marca
  - Barbara Morrison – amerykańska wokalistka jazzowa (ur. 1949)[220]
- 18 marca
  - Bernabé Martí – hiszpański śpiewak operowy (tenor) (ur. 1928)[221]
- 19 marca
  - Michaił Jurowski – radziecki i niemiecki dyrygent (ur. 1945)[222]
- 20 marca
  - Siegrid Ernst – niemiecka kompozytorka, pianistka, pedagog (ur. 1929)[223]
- 22 marca
  - Pierre Papadiamandis – francuski pianista i kompozytor (ur. 1937)[224]
- 23 marca
  - Andrzej Cwojdziński – polski dyrygent, kompozytor i pedagog muzyczny (ur. 1928)[225]
  - Zinaida Ignatjewa – rosyjska pianistka (ur. 1938)[226]
  - Jurij Szewczenko – ukraiński kompozytor (ur. 1953)[227]
- 24 marca
  - John McLeod – szkocki kompozytor (ur. 1934)[228]
- 25 marca
  - Mira Calix – brytyjska artystka wizualna i kompozytorka (ur. 1969)[229]
  - Taylor Hawkins – amerykański perkusista rockowy, członek zespołu Foo Fighters (ur. 1972)[230]
- 26 marca
  - Jeff Carson – amerykański piosenkarz country (ur. 1963)[231]
  - Tina May – angielska wokalistka jazzowa (ur. 1961)[232][233]
- 29 marca
  - Tabby Diamond – jamajski wokalista reggae (ur. 1955)[234]
- 30 marca
  - Tom Parker – angielski piosenkarz, znany z boysbandu The Wanted (ur. 1988)[235][236]
- 31 marca
  - Andrzej Bujakiewicz – polski dyrygent i pedagog (ur. 1939)[237]
  - Joseph Kalichstein – amerykański pianista i pedagog izraelskiego pochodzenia (ur. 1946)[238]
- 1 kwietnia
  - Bunny Diamond – jamajski wokalista reggae (ur. 1951)[234]
  - C.W. McCall – amerykański piosenkarz country, autor piosenek (ur. 1928)[239]
  - Roland White – amerykański muzyk bluegrass (ur. 1938)[240]
- 2 kwietnia
  - Jan Pilch – polski perkusista, profesor sztuk muzycznych (ur. 1956)[241]
- 4 kwietnia
  - Joe Messina – amerykański gitarzysta (ur. 1928)[242]
- 5 kwietnia
  - Boris Brott – kanadyjski dyrygent, kompozytor, skrzypek (ur. 1944)[243][244]
  - Bobby Rydell – amerykański piosenkarz i aktor (ur. 1942)[245]
  - Paul Siebel – amerykański piosenkarz, gitarzysta i autor piosenek (ur. 1937)[246]
- 7 kwietnia
  - Miguel Ángel Estrella – argentyński pianista (ur. 1940)[247]
- 8 kwietnia
  - Con Cluskey – irlandzki piosenkarz, członek trio The Bachelors (ur. 1935)[248]
- 9 kwietnia
  - Chris Bailey – australijski muzyk punkrockowy (ur. 1956)[249]
- 10 kwietnia
  - Philippe Boesmans – belgijski kompozytor, pianista i pedagog (ur. 1936)[250]
- 11 kwietnia
  - Charnett Moffett – amerykański basista jazzowy (ur. 1967)[251][252][253]
  - Giulietta Sacco – włoska piosenkarka (ur. 1944)[254]
  - Jacek „Budyń” Szymkiewicz – polski muzyk, autor tekstów i piosenek, multiinstrumentalista, członek zespołów Pogodno i Babu Król (ur. 1974)[255][256]
- 13 kwietnia
  - Gloria Parker – amerykańska perkusjonistka grająca m.in. na harfie szklanej, marimbie, pianinie i skrzypcach; bandleaderka, kompozytorka (ur. 1921)[257][258]
- 14 kwietnia
  - Orlando Julius – nigeryjski saksofonista stylu afrobeat, wokalista, bandleader i autor tekstów piosenek (ur. 1943)[259]
- 15 kwietnia
  - Art Rupe – amerykański producent muzyczny, właściciel wytwórni płytowej (Specialty Records), biznesmen (ur. 1917)[260]
- 17 kwietnia
  - DJ Kayslay – amerykański didżej (ur. 1966)[261]
  - Radu Lupu – rumuński pianista (ur. 1945)[262]
  - Janez Matičič – słoweński kompozytor, pianista, pedagog (ur. 1926)[263][264][265]
  - Catherine Spaak – francuska i włoska aktorka i piosenkarka (ur. 1945)[266]
- 18 kwietnia
  - Nicholas Angelich – amerykański pianista (ur. 1970)[267]
  - Harrison Birtwistle – angielski kompozytor współczesnej muzyki klasycznej, pedagog (ur. 1934)[268]
  - José Luís Cortés – kubański flecista jazzowy, bandleader (ur. 1951)[269]
  - Andrzej Korzyński – polski kompozytor, aranżer i pianista, członek Polskiej Akademii Filmowej (ur. 1940)[270]
- 20 kwietnia
  - Guitar Shorty – amerykański gitarzysta bluesowy, piosenkarz, autor piosenek (ur. 1934)[271][272]
- 21 kwietnia
  - Renate Holm – niemiecko-austriacka aktorka i śpiewaczka operowa (sopran) (ur. 1931)[273]
- 22 kwietnia
  - Jan Rot – holenderski piosenkarz i kompozytor (ur. 1957)[274]
- 23 kwietnia
  - Arno – belgijski piosenkarz i aktor (ur. 1949)[275]
- 24 kwietnia
  - Jacques Poustis – francuski piosenkarz i autor tekstów, aktor, pisarz, ilustrator, klaun {ur. 1949)[276]
  - Gerhard Track – austriacki dyrygent i kompozytor (ur. 1934)[277]
  - Andrew Woolfolk – amerykański saksofonista (ur. 1950)[278]
- 25 kwietnia
  - Susan Jacks – kanadyjska piosenkarka (ur. 1948)[279][280]
  - Jan Ślęk – polski dyrygent i działacz kulturalny (ur. 1928)[281][282]
  - Henny Vrienten – holenderski wokalista, basista i kompozytor (ur. 1948)[283][284]
  - Shane Yellowbird – kanadyjski piosenkarz country (ur. 1979)[285]
- 26 kwietnia
  - Julie Daraîche – kanadyjska piosenkarka (ur. 1938)[286][287]
  - Ica Novo – argentyński piosenkarz, gitarzysta, kompozytor (ur. 1951)[288]
  - Klaus Schulze – niemiecki klawiszowiec muzyki elektronicznej, członek zespołów Tangerine Dream, Ash Ra Tempel oraz The Cosmic Jokers (ur. 1947)[289][290]
- 27 kwietnia
  - Judy Henske – amerykańska piosenkarka i autorka tekstów piosenek (ur. 1936)[291]
- 29 kwietnia
  - Allen Blairman – amerykański perkusista jazzowy (ur. 1940)[292]
- 30 kwietnia
  - Naomi Judd – amerykańska piosenkarka country (ur. 1946)[293]
- 1 maja
  - Totoyo Millares – hiszpański muzyk folkowy, pedagog (ur. 1935)[294]
  - Ric Parnell – angielski perkusista rockowy, członek zespołów Spinal Tap i Atomic Rooster (ur. 1951)[295][296]
  - Régine Zylberberg – francuska piosenkarka i aktorka (ur. 1929)[297]
- 3 maja
  - Andrzej Stefański – polski pianista i pedagog muzyczny (ur. 1933)[298]
- 4 maja
  - Howie Pyro – amerykański basista punkrockowy (ur. 1960)[299]
- 6 maja
  - Jewell – amerykańska wokalistka R&B (ur. 1968)[300]
- 7 maja
  - Mickey Gilley – amerykański muzyk i piosenkarz country (ur. 1936)[301]
- 9 maja
  - Minoru Nojima – japoński pianista i pedagog muzyczny (ur. 1945)[302]
- 10 maja
  - Doug Caldwell – nowozelandzki pianista jazzowy (ur. 1928)[303]
  - Shivkumar Sharma – indyjski muzyk grający na santurze (ur. 1938)[304]
- 11 maja
  - William Bennett – brytyjski flecista i pedagog (ur. 1936)[305]
  - Alexander Toradze – amerykański pianista klasyczny pochodzenia gruzińskiego (ur. 1952)[306][307]
- 13 maja
  - Teresa Berganza – hiszpańska śpiewaczka operowa (mezzosopran) (ur. 1933)[308]
  - Ricky Gardiner – szkocki gitarzysta rockowy, kompozytor (ur. 1948)[309]
  - Lil Keed – amerykański raper i autor tekstów (ur. 1998)[310]
  - Simon Preston – angielski organista, klawesynista, dyrygent i kompozytor (ur. 1938)[311][312]
- 14 maja
  - Jan Adamczyk – polski śpiewak operetkowy (tenor), kompozytor (ur. 1930)[313]
  - Rienat Ibragimow – rosyjski śpiewak operowy i estradowy (ur. 1947)[314]
- 15 maja
  - Robert Cogoi – belgijski piosenkarz (ur. 1939)[315]
- 17 maja
  - Rick Price – angielski basista rockowy, członek zespołów The Move i Wizzard (ur. 1944)[316]
  - Vangelis – grecki twórca muzyki elektronicznej i muzyki filmowej (ur. 1943)[317][318]
- 18 maja
  - Silvia Baleani – urugwajska śpiewaczka operowa (sopran) (ur. 1942)[319]
  - Anne Howells – brytyjska śpiewaczka operowa (mezzosopran) (ur. 1941)[320][321]
  - Dominik Jokiel – polski gitarzysta metalowy, członek zespołów Turbo i Aion (ur. 1978)[322]
  - Bob Neuwirth – amerykański wokalista, autor piosenek, producent muzyczny i artysta wizualny (ur. 1939)[323]
  - Paul Plimley – kanadyjski pianista i wibrafonista jazzowy (ur. 1953)[324]
  - Wim Rijken – holenderski aktor, prezenter, piosenkarz i autor tekstów piosenek (ur. 1958)[325]
- 19 maja
  - Bernard Wright – amerykański piosenkarz soulowy i jazzowy, klawiszowiec (ur. 1963)[326][327]
- 21 maja
  - Barbara Martelińska – polska wokalistka jazzowa, działaczka i pasjonatka jazzu (ur. 1940)[328]
- 23 maja
  - Thom Bresh – amerykański piosenkarz i gitarzysta country (ur. 1948)[329][330]
- 25 maja
  - Jean-Louis Chautemps – francuski saksofonista jazzowy (ur. 1931)[331]
- 26 maja
  - Andrew Fletcher – angielski basista i keyboardzista, współzałożyciel i członek zespołu Depeche Mode (ur. 1961)[332][333]
  - Teodor Kukuruza – ukraiński poeta, piosenkarz i kompozytor (ur. 1956)[334][335][336]
  - Bill Walker – amerykański kompozytor country, dyrygent, producent muzyczny i aranżer (ur. 1927)[337]
  - Alan White – angielski perkusista, muzyk zespołu Yes (ur. 1949)[338][339]
- 29 maja
  - Ronnie Hawkins – amerykańsko-kanadyjski piosenkarz rock and rollowy, autor piosenek (ur. 1935)[340]
  - Sidhu Moose Wala – indyjski piosenkarz, raper i aktor (ur. 1993)[341]
- 30 maja
  - Paul Vance – amerykański autor tekstów piosenek, producent nagrań (ur. 1929)[342][343]
- 31 maja
  - Dave Cortez – amerykański organista i pianista pop i R&B (ur. 1938)[344]
  - KK – indyjski wokalista (ur. 1968)[345][346]
  - Ingram Marshall – amerykański kompozytor (ur. 1942)[347]
  - Kelly Joe Phelps – amerykański muzyk gatunku blues, folk, americana i gospel, autor piosenek (ur. 1959)[348]
  - Dave Smith – amerykański inżynier, współtwórca systemu MIDI i założyciel Sequential Circuits (ur. 1950)[349]
- 2 czerwca
  - Kai Bumann – niemiecki dyrygent i pedagog, dyrektor artystyczny Filharmonii Bałtyckiej (2008–2012) (ur. 1961)[350][351]
  - Gracia Montes – hiszpańska piosenkarka (ur. 1936)[352]
  - Bhajan Sopori – indyjski instrumentalista grający na santurze (ur. 1948)[353]
- 3 czerwca
  - Grachan Moncur III – amerykański puzonista i kompozytor jazzowy (ur. 1937)[354][355]
- 5 czerwca
  - Eugen Mamot – mołdawski kompozytor, dyrygent, pedagog (ur. 1941)[356]
  - Alec John Such – amerykański basista, wokalista, członek zespołu Bon Jovi (ur. 1951)[357]
- 6 czerwca
  - Józef Gawrych – polski wibrafonista i perkusjonista jazzowy, muzyk sesyjny (ur. 1938)[358]
  - Jim Seals – amerykański muzyk soft rockowy, członek duetu Seals and Crofts (ur. 1942)[359]
- 7 czerwca
  - Big Scythe – polski raper (ur. 1997)[360]
- 8 czerwca
  - David Lloyd-Jones – brytyjski dyrygent (ur. 1934)[361][362]
- 9 czerwca
  - Julee Cruise – amerykańska piosenkarka i aktorka (ur. 1956)[363]
  - Dario Parisini – włoski gitarzysta, kompozytor i aktor (ur. 1966)[364]
- 11 czerwca
  - Amb Osayomore Joseph – nigeryjski muzyk, związany z ruchem Highlife (ur. 1952)[365]
- 12 czerwca
  - Roman Bunka – niemiecki gitarzysta i kompozytor (ur. 1951)[366]
  - Dawit Nega – etiopski piosenkarz i muzyk (ur. 1988)[367]
- 14 czerwca
  - Tadeusz Sikora – polski dziennikarz, poeta, kompozytor i pieśniarz[368]
  - Joel Whitburn – amerykański pisarz, historyk, dokumentalista i statystyk muzyki (ur. 1939)[369]
- 16 czerwca
  - Ivonne Haza – dominikańska śpiewaczka operowa (sopran) (ur. 1938)[370]
- 18 czerwca
  - Iulia Buciuceanu – rumuńska śpiewaczka operowa (mezzosopran) (ur. 1931)[371]
  - Adibah Noor – malezyjska aktorka i piosenkarka (ur. 1970)[372]
- 19 czerwca
  - Jim Schwall – amerykański gitarzysta bluesowy (ur. 1942)[373]
  - Brett Tuggle – amerykański wokalista, autor piosenek i klawiszowiec; muzyk zespołów Fleetwood Mac i The David Lee Roth Band (ur. 1951)[374]
- 20 czerwca
  - Janusz Kępski – polski kompozytor, pianista, aranżer, dyrygent i pedagog (ur. 1936)[375][376]
- 21 czerwca
  - James Rado – amerykański aktor, reżyser, dramaturg i kompozytor; współautor musicalu Hair (ur. 1932)[377]
- 22 czerwca
  - Paulo Diniz – brazylijski piosenkarz i kompozytor (ur. 1940)[378]
- 23 czerwca
  - Rima Melati – indonezyjska aktorka i piosenkarka (ur. 1939)[379]
  - Massimo Morante – włoski gitarzysta, wokalista i kompozytor; muzyk progrockowego zespołu Goblin (ur. 1952)[380]
  - Tommy Morgan – amerykański harmonijkarz (ur. 1932)[381][382]
  - Jurij Szatunow – rosyjski piosenkarz, wokalista zespołu Łaskowyj Maj (ur. 1973)[383]
- 1 lipca
  - Irene Fargo – włoska piosenkarka (ur. 1962)[384]
  - Richard Taruskin – amerykański muzykolog, muzyk i krytyk muzyczny (ur. 1945)[385]
- 3 lipca
  - Miu Chu – tajwańska piosenkarka pop (ur. 1981)[386]
  - Antonio Cripezzi – włoski piosenkarz i klawiszowiec (ur. 1946)[387]
  - Janina Szombara – polska pianistka i pedagog (ur. 1919)[388]
- 4 lipca
  - Alan Blaikley – angielski kompozytor i autor tekstów piosenek (ur. 1940)[389]
- 5 lipca
  - Manny Charlton – szkocki gitarzysta, członek grupy Nazareth (ur. 1941)[390][391][392]
  - Alfred Koerppen – niemiecki organista, kompozytor i pedagog muzyczny (ur. 1926)[393][394]
  - Bob Tutupoly – indonezyjski piosenkarz (ur. 1939)[395]
- 7 lipca
  - Adam Wade – amerykański piosenkarz pop i aktor (ur. 1935)[396][397]
- 8 lipca
  - Richard Burnett – brytyjski pianista (ur. 1932)[398][399]
- 9 lipca
  - Barbara Thompson – angielska saksofonistka, flecistka i kompozytorka jazzowa (ur. 1944)[400][401]
  - Notti Osama – amerykański raper (ur. 2008)
- 10 lipca
  - Andrew Ball – brytyjski pianista i pedagog muzyczny (ur. 1950)[402]
- 11 lipca
  - Monty Norman – angielski kompozytor muzyki filmowej (ur. 1928)[403]
- 12 lipca
  - William Hudson – amerykański dyrygent i pianista (ur. 1933)[404]
  - Bramwell Tovey – brytyjski dyrygent i kompozytor (ur. 1953)[405][406]
  - Jan Wijn – holenderski pianista klasyczny (ur. 1934)[407]
- 13 lipca
  - Rubina Qureshi – pakistańska piosenkarka (ur. 1940)[408][409]
- 14 lipca
  - William Hart – amerykański piosenkarz R&B i soul, muzyk zespołu The Delfonics (ur. 1945)[410]
- 15 lipca
  - Aron Aronow – bułgarski śpiewak operowy (tenor) (ur. 1937)[411]
  - Paul Ryder – angielski gitarzysta basowy, muzyk zespołu Happy Mondays (ur. 1964)[412][413]
- 16 lipca
  - Idris Phillips – amerykański muzyk, kompozytor, autor tekstów i producent muzyczny (ur. 1958)[414]
- 17 lipca
  - César Pedroso – kubański pianista (ur. 1946)[415]
  - Héctor Tricoche – portorykański piosenkarz salsy (ur. 1955)[416]
- 18 lipca
  - Vincent DeRosa – amerykański waltornista, muzyk studyjny (ur. 1920)[417][418]
  - Povl Dissing – duński piosenkarz, kompozytor, gitarzysta i harmonijkarz (ur. 1938)[419]
- 19 lipca
  - Michael Henderson – amerykański muzyk R&B, soulowy i jazzowy; gitarzysta basowy i wokalista (ur. 1951)[420][421]
  - Henk Leeuwis – holenderski piosenkarz (ur. 1945)[422]
  - Q Lazzarus – amerykańska piosenkarka (ur. 1960)[423]
  - Richard Seal – angielski organista i dyrygent chórów (ur. 1935)[424]
- 20 lipca
  - Alice Harnoncourt – austriacka skrzypaczka (ur. 1930)[425]
  - Hans-Joachim Hespos – niemiecki kompozytor (ur. 1938)[426]
- 21 lipca
  - Shonka Dukureh – amerykańska aktorka i wokalistka bluesowa (ur. 1977)[427][428]
- 22 lipca
  - Núria Feliu – katalońska piosenkarka jazzowa i folkowa, aktorka (ur. 1941)[429]
  - Henrique Morelenbaum – brazylijski muzyk, dyrygent i pedagog (ur. 1931)[430][431][432]
  - Olgierd Pisarenko – polski muzykolog i publicysta (ur. 1947)[433]
  - Stefan Soltész – austriacki dyrygent pochodzenia węgierskiego (ur. 1949)[434]
- 23 lipca
  - Zayar Thaw – birmański polityk i muzyk hip-hop (ur. 1981)[435]
- 25 lipca
  - Giancarlo Cardini – włoski pianista i kompozytor (ur. 1940)[436]
  - Martin How – brytyjski kompozytor i organista (ur. 1931)[437]
- 26 lipca
  - Darío Gómez – kolumbijski piosenkarz i kompozytor (ur. 1951)[438]
- 27 lipca
  - Bernard Cribbins – angielski aktor i piosenkarz (ur. 1928)[439]
  - John Grenell – nowozelandzki piosenkarz country (ur. 1944)[440]
  - Mick Moloney – irlandzki muzyk folkowy (ur. 1944)[441]
  - Tom Springfield – angielski muzyk, autor piosenek i producent muzyczny (ur. 1934)[442][443]
- 28 lipca
  - İlhan İrem – turecki piosenkarz (ur. 1955)[444][445]
- 30 lipca
  - Archie Roach – aborygeński piosenkarz, autor tekstów i gitarzysta (ur. 1956)[446][447]
- 1 sierpnia
  - Eugeniusz Sąsiadek – polski śpiewak (tenor) i pedagog (ur. 1929)[448]
- 4 sierpnia
  - Sam Gooden – amerykański wokalista soulowy (ur. 1934)[449][450]
- 5 sierpnia
  - Judith Durham – australijska piosenkarka (ur. 1943)[451][452]
- 6 sierpnia
  - Daniel Lévi – francuski piosenkarz, pianista, kompozytor (ur. 1961)[453][454]
- 7 sierpnia
  - Stanisław Witkowski – polski klarnecista, saksofonista i trębacz ludowy (ur. 1933)[455]
- 8 sierpnia
  - Lamont Dozier – amerykański piosenkarz, autor piosenek i producent nagrań (ur. 1941)[456]
  - Olivia Newton-John – australijsko-brytyjska piosenkarka, autorka tekstów piosenek, aktorka i businesswoman (ur. 1948)[457]
- 10 sierpnia
  - Abdul Wadud – amerykański wiolonczelista klasyczny i jazzowy (ur. 1947)[458]
- 11 sierpnia
  - Darius Campbell – szkocki piosenkarz, autor piosenek, muzyk, aktor i producent filmowy (ur. 1980)[459][460]
  - Bill Pitman – amerykański gitarzysta i muzyk sesyjny (ur. 1920)[461]
- 15 sierpnia
  - Steve Grimmett – brytyjski wokalista heavymetalowy (ur. 1959)[462]
- 16 sierpnia
  - Kal David – amerykański wokalista i gitarzysta bluesowy (ur. 1943)[463]
  - Eva-Maria Hagen – niemiecka aktorka i piosenkarka (ur. 1934)[464][465]
  - Matti Lehtinen – fiński śpiewak operowy (baryton), pedagog muzyczny (ur. 1922)[466]
- 18 sierpnia
  - Rolf Kühn – niemiecki klarnecista i saksofonista jazzowy (ur. 1929)[467][468]
  - Andrzej Niemierowicz – polski śpiewak operowy (baryton), organista, pedagog (ur. 1953)[469]
- 19 sierpnia
  - Ted Kirkpatrick – amerykański muzyk trash metalowy (ur. 1960)[470]
- 20 sierpnia
  - Helen Grayco – amerykańska piosenkarka i aktorka (ur. 1924)[471]
  - Franz Hummel – niemiecki pianista i kompozytor (ur. 1939)[472]
- 21 sierpnia
  - Monnette Sudler – amerykańska gitarzystka jazzowa (ur. 1952)[473]
  - Robert Wiliams – grecki kompozytor i piosenkarz (ur. 1949)[474]
- 22 sierpnia
  - Jerry Allison – amerykański perkusista, wokalista i gitarzysta rock’n’rollowy oraz R&B, muzyk zespołu The Crickets (ur. 1939)[475][476]
  - Jaimie Branch – amerykańska trębaczka i kompozytorka jazzowa (ur. 1983)[477][478]
  - Fredy Studer – szwajcarski perkusista jazzowy (ur. 1948)[479][480]
  - Piotr Szkudelski – polski muzyk, perkusista zespołu Perfect (ur. 1955)[481]
  - Creed Taylor – amerykański producent muzyczny, popularyzator stylu bossa nova (ur. 1929)[482]
  - Margaret Urlich – nowozelandzka piosenkarka (ur. 1965)[483]
- 25 sierpnia
  - Joey DeFrancesco – amerykański organista, trębacz i saksofonista jazzowy (ur. 1971)[484][485]
  - Mable John – amerykańska piosenkarka R&B (ur. 1930)[486][487]
- 26 sierpnia
  - Wanda Szajowska – polska pianistka i superstulatka (ur. 1911)[488]
  - Hana Zagorová – czeska piosenkarka (ur. 1946)[489]
- 27 sierpnia
  - Manolo Sanlúcar – hiszpański kompozytor i gitarzysta flamenco (ur. 1943)[490]
- 31 sierpnia
  - Mark Shreeve – brytyjski kompozytor muzyki elektronicznej (ur. 1957)[491]
  - Wiktor Zatwarski – polski piosenkarz i aktor (ur. 1935)[492]
- 2 września
  - Jordi Cervelló – kataloński kompozytor i pedagog (ur. 1935)[493]
  - Terry Edwards – angielski dyrygent chórów, koszykarz (ur. 1939)[494]
  - Maria Warzyńska – polska piosenkarka[495]
  - Drummie Zeb – brytyjski wokalista i perkusista reggae, muzyk zespołu Aswad (ur. 1959)[496][497]
- 4 września
  - Edward Hulewicz – polski piosenkarz estradowy, kompozytor, autor tekstów, dziennikarz muzyczny, założyciel zespołu Tarpany (ur. 1937)[498]
- 5 września
  - Lars Vogt – niemiecki pianista i dyrygent (ur. 1970)[499][500][501]
- 8 września
  - Marciano Cantero – argentyński piosenkarz, basista i klawiszowiec rockowy (ur. 1960)[502][503]
- 9 września
  - Carol Arnauld – francuska piosenkarka i autorka tekstów (ur. 1961)[504][505]
  - Jorja Fleezanis – amerykańska skrzypaczka, koncertmistrz i pedagog (ur. 1952)[506]
- 12 września
  - Ramsey Lewis – amerykański pianista i kompozytor jazzowy (ur. 1935)[507][508]
  - Krzysztof Szmigiero – polski gitarzysta rockowy (ur. 1956)[509]
- 13 września
  - Jörg Faerber – niemiecki dyrygent (ur. 1929)[510][511]
  - Kornelije Kovač – serbski kompozytor (ur. 1942)[512]
- 14 września
  - Anton Fier – amerykański perkusista, producent, kompozytor i bandleader (ur. 1956)[513]
  - Jim Post – amerykański piosenkarz country, autor tekstów, kompozytor (ur. 1939)[514]
  - Paul Sartin – angielski piosenkarz, oboista i skrzypek, kompozytor i aranżer (ur. 1971)[515]
- 16 września
  - Marva Hicks – amerykańska aktorka i piosenkarka R&B (ur. 1956)[516]
- 18 września
  - Diane Guérin – kanadyjska piosenkarka i aktorka (ur. 1948)[517]
- 19 września
  - Benon Hardy – polski organista i kompozytor (ur. 1930)[518][519][520]
  - Piotr Marczewski – polski kompozytor muzyki filmowej, pianista, dyrygent (ur. 1938)[521]
- 21 września
  - Ray Edenton – amerykański gitarzysta country, muzyk sesyjny (ur. 1926)[522]
- 22 września
  - Jerzy Radliński – polski dziennikarz muzyczny, autor pierwszej książki o polskim jazzie (ur. 1931)[523]
- 24 września
  - Pharoah Sanders – amerykański saksofonista i kompozytor jazzowy (ur. 1940)[524][525]
- 27 września
  - Boris Moisiejew – rosyjski i białoruski muzyk oraz choreograf (ur. 1954)[526]
- 28 września
  - Coolio – amerykański raper, kompozytor i aktor (ur. 1963)[527]
- 1 października
  - Stamatis Kokotas – grecki piosenkarz (ur. 1937)[528]
- 2 października
  - Mary McCaslin – amerykańska piosenkarka folkowa (ur. 1946)[529][530]
  - Béla Szakcsi Lakatos – węgierski pianista i kompozytor jazzowy (ur. 1943)[531]
- 4 października
  - Jean Gallois – francuski muzykolog, skrzypek, historyk muzyki i krytyk muzyczny (ur. 1929)[532]
  - Loretta Lynn – amerykańska piosenkarka country (ur. 1932)[533]
- 5 października
  - Ann-Christine – fińska piosenkarka (ur. 1944)[534]
- 6 października
  - Ivy Jo Hunter – amerykański piosenkarz R&B, autor piosenek, producent nagrań (ur. 1940)[535]
  - Jody Miller – amerykańska piosenkarka country (ur. 1941)[536][537]
- 7 października
  - Art Laboe – amerykański didżej i kompozytor, osobowość radiowa (ur. 1925)[538]
  - Ronnie Cuber – amerykański saksofonista jazzowy (ur. 1941)[539]
  - Toshi Ichiyanagi – japoński pianista, kompozytor (ur. 1933)[540]
  - Susanna Mildonian – belgijska harfistka (ur. 1940)[541]
  - Jure Robežnik – słoweński pianista, kompozytor (ur. 1933)[542][543]
- 9 października
  - Chuck Deardorf – amerykański basista jazzowy (ur. 1954)[544]
  - Josep Soler i Sardà – katalońsko-hiszpański kompozytor i teoretyk muzyki (ur. 1935)[545]
- 10 października
  - Kenny Clayton – brytyjski kompozytor, producent muzyczny, aranżer, dyrygent i pianista jazzowy (ur. 1936)[546]
  - Anita Kerr – amerykańska piosenkarka country, pianistka, kompozytorka (ur. 1927)[547]
- 11 października
  - Angela Lansbury – amerykańska aktorka i piosenkarka (ur. 1925)[548]
- 12 października
  - Bernardo Adam Ferrero – hiszpański kompozytor, dyrygent, muzykolog (ur. 1942)[549]
- 13 października
  - Fuzzy – duński muzyk i kompozytor, teoretyk i historyk muzyki (ur. 1939)[550][551]
  - Christina Moser – szwajcarska piosenkarka i kompozytorka (ur. 1952)[552]
  - Joyce Sims – amerykańska wokalistka (ur. 1959)[553][554]
  - Elizabeth Stewart – szkocka piosenkarka folkowa, pianistka i kompozytorka (ur. 1939)[555]
- 14 października
  - Mariana Nicolesco – rumuńska śpiewaczka operowa, sopran (ur. 1948)[556]
- 15 października
  - Noel Duggan – irlandzki gitarzysta folkowy, muzyk zespołu Clannad (ur. 1949)[557][558]
  - Mikaben – haitański piosenkarz, autor piosenek i producent muzyczny (ur. 1981)[559]
- 17 października
  - Michael Ponti – amerykański pianista klasyczny (ur. 1937)[560][561]
  - Kari Tikka – fiński kompozytor, dyrygent, oboista, librecista (ur. 1946)[562]
- 18 października
  - Robert Gordon – amerykański piosenkarz rockabilly (ur. 1947)[563][564]
- 19 października
  - Geoff Nuttall – amerykański skrzypek (ur. 1965)[565]
  - Joanna Simon – amerykańska śpiewaczka operowa (mezzosopran) (ur. 1936)[566]
- 20 października
  - Atarah Ben-Tovim – brytyjska flecistka (ur. 1940)[567][568]
  - Lucy Simon – amerykańska kompozytorka (ur. 1940)[569]
- 23 października
  - Andrzej Mikołajczak – polski klawiszowiec, kompozytor, aranżer i producent muzyczny, członek zespołów Drumlersi, Tarpany, Nowi Polanie, Grupa ABC i Test (ur. 1946)[570]
  - Libor Pešek – czeski dyrygent (ur. 1933)[571]
  - Galina Pisarenko – rosyjska śpiewaczka operowa (sopran) (ur. 1934)[572]
- 25 października
  - Branislav Hronec – słowacki kompozytor i pianista (ur. 1940)[573]
- 26 października
  - Lia Origioni – włoska aktorka i piosenkarka (ur. 1919)[574]
- 28 października
  - Jerry Lee Lewis – amerykański piosenkarz, autor tekstów i pianista, jeden z pionierów rockabilly i rock and rolla (ur. 1935)[575]
  - Helena Łazarska – polska śpiewaczka operowa (sopran), pedagog muzyczna (ur. 1934)[576]
  - D.H. Peligro – amerykański perkusista rockowy, muzyk zespołu Dead Kennedys (ur. 1959)[577][578]
- 30 października
  - Mike Cossi – polski piosenkarz, trębacz, kompozytor i aranżer (ur. 1937)[579][580]
  - Anthony Ortega – amerykański klarnecista, saksofonista i flecista jazzowy (ur. 1928)[581]
- 31 października
  - Patrick Haggerty – amerykański piosenkarz country (ur. 1944)[582]
- 1 listopada
  - Takeoff – amerykański raper (ur. 1994)[583]
  - Joseph Tarsia – amerykański inżynier dźwięku (ur. 1934)[584]
- 2 listopada
  - Atilio Stampone – argentyński pianista i kompozytor (ur. 1926)[585]
- 3 listopada
  - Gerd Dudek – niemiecki saksofonista jazzowy (ur. 1938)[586]
- 5 listopada
  - Daniele Barioni – włoski śpiewak operowy (tenor) (ur. 1930)[587]
  - Carmelo La Bionda – włoski piosenkarz disco (ur. 1949)[588]
  - Aaron Carter – amerykański piosenkarz (ur. 1987)[589]
  - Gabriela Cwojdzińska – polska pedagog, pianistka, działaczka społeczna, opozycjonistka w okresie PRL, senator I kadencji (ur. 1928)[590]
  - Tyrone Downie – jamajski pianista i keyboardzista (ur. 1956)[591]
  - Mimi Parker – amerykańska wokalistka i perkusistka, muzyk zespołu Low (ur. 1967)[592]
- 6 listopada
  - Ali Birra – etiopski piosenkarz (ur. 1950)[593]
  - Don Lewis – amerykański wokalista, keyboardzista, multiinstrumentalista (ur. 1941)[594]
- 7 listopada
  - Michel Bühler – szwajcarski piosenkarz i pisarz (ur. 1945)[595]
  - Jeff Cook – amerykański muzyk country (ur. 1949)[596][597]
  - Siergiej Kuzniecow – rosyjski muzyk i kompozytor, autor tekstów; współzałożyciel zespołu Łaskowyj Maj (ur. 1964)[598][599]
- 8 listopada
  - Dan McCafferty – brytyjski wokalista, muzyk zespołu Nazareth (ur. 1946)[600][601]
  - Will Ferdy – belgijski piosenkarz (ur. 1927)[602]
  - Claes-Göran Hederström – szwedzki piosenkarz (ur. 1945)[603]
  - Pierre Kartner – holenderski piosenkarz, producent, autor tekstów piosenek (ur. 1935)[604]
- 9 listopada
  - Gal Costa – brazylijska piosenkarka pop (ur. 1945)[605][606]
  - Mattis Hætta – norweski wokalista narodowości Saami, uczestnik konkursu Eurowizji (1980) (ur. 1959)[607]
  - Ołeksandr Kostin, ukraiński kompozytor, pedagog (zm. 2022)[608]
  - Garry Roberts – irlandzki gitarzysta rockowy, muzyk zespołu The Boomtown Rats (ur. 1950)[609]
- 10 listopada
  - Nik Turner – angielski wokalista, saksofonista i flecista, muzyk zespołu Hawkwind (ur. 1940)[610][611][612]
- 11 listopada
  - Keith Levene – angielski muzyk, członek i współzałożyciel zespołów The Clash i Public Image Ltd (ur. 1957)[613]
  - Rab Noakes – szkocki piosenkarz folkowy (ur. 1947)[614]
- 12 listopada
  - Gene Cipriano – amerykański muzyk sesyjny, grający m.in. na klarnecie, oboju i saksofonie (ur. 1928)[615]
- 13 listopada
  - Frederick Swann – amerykański organista, dyrygent chóru, kompozytor (ur. 1931)[616]
- 14 listopada
  - Jerzy Połomski – polski piosenkarz (ur. 1933)[617]
- 15 listopada
  - Ljubiša Lazarević – serbski dyrygent i pedagog (ur. 1933)[618]
- 16 listopada
  - Mick Goodrick – amerykański gitarzysta jazzowy (ur. 1945)[619]
- 17 listopada
  - Azio Corghi – włoski kompozytor, pedagog i muzykolog (ur. 1937)[620][621]
- 18 listopada
  - Jean Lapointe – kanadyjski aktor, piosenkarz i polityk (ur. 1935)[622]
  - Ned Rorem – amerykański kompozytor muzyki poważnej (ur. 1923)[623]
- 19 listopada
  - Nico Fidenco – włoski piosenkarz i kompozytor (ur. 1933)[624]
  - Danny Kalb – amerykański gitarzysta i wokalista bluesowy (ur. 1942)[625]
- 20 listopada
  - Joyce Bryant – amerykańska piosenkarka, tancerka, działaczka na rzecz praw obywatelskich (ur. 1927)[626]
  - Riho Sibul – estoński piosenkarz, gitarzysta i kompozytor (ur. 1958)[627]
- 21 listopada
  - Wilko Johnson – angielski gitarzysta blues-rockowy, wokalista, autor piosenek; muzyk zespołu Dr. Feelgood (ur. 1947)[628]
- 22 listopada
  - Erasmo Carlos – brazylijski piosenkarz i kompozytor (ur. 1941)[629]
  - Pablo Milanés – kubański piosenkarz, gitarzysta, pianista, kompozytor (ur. 1943)[630]
  - Jacek Niwelt – polski muzyk, skrzypek, koncertmistrz, wykonawca muzyki poważnej (ur. 1941)[631]
- 25 listopada
  - Irene Cara – amerykańska piosenkarka i aktorka (ur. 1959)[632]
  - Sammie Okposo – nigeryjski wokalista gospel, producent muzyczny (ur. 1971)[633]
- 26 listopada
  - Louise Tobin – amerykańska wokalistka jazzowa (ur. 1918)[634]
- 28 listopada
  - Galit Borg – izraelska piosenkarka (ur. 1968)[635][636]
- 30 listopada
  - Christine McVie – angielska piosenkarka, klawiszowiec, kompozytorka oraz autorka tekstów, członek zespołu Fleetwood Mac (ur. 1943)[637]
- 1 grudnia
  - Haralds Sīmanis – łotewski pieśniarz (ur. 1951)[638]
  - Andrew Speight – australijski saksofonista jazzowy (ur. 1964)[639]
- 2 grudnia
  - Laila Storch – amerykańska oboistka (ur. 1921)[640]
- 3 grudnia
  - Svenne Hedlund – szwedzki piosenkarz popowy (ur. 1945)[641]
- 4 grudnia
  - Manuel Göttsching – niemiecki gitarzysta i kompozytor, założyciel zespołu Ash Ra Tempel (ur. 1952)[642]
- 5 grudnia
  - John Beckwith – kanadyjski kompozytor muzyki klasycznej, pianista, pedagog (ur. 1927)[643]
- 6 grudnia
  - Jet Black – angielski perkusista rockowy, muzyk zespołu The Stranglers (ur. 1938)[644][645][646]
  - Edino Krieger – brazylijski kompozytor (ur. 1928)[647]
  - Ichirō Mizuki – japoński piosenkarz (ur. 1948)[648]
- 9 grudnia
  - Jovit Baldivino – filipiński piosenkarz (ur. 1993)[649]
  - Herbert Deutsch – amerykański kompozytor i pedagog, pionier muzyki elektronicznej (ur. 1932)[650]
- 10 grudnia
  - John Aler – amerykański śpiewak operowy (tenor liryczny) (ur. 1949)[651]
  - J.J. Barnes – amerykański piosenkarz R&B (ur. 1943)[652]
  - Georgia Holt – amerykańska piosenkarka, autorka tekstów, aktorka i modelka (ur. 1926)[653]
  - Tshala Muana – kongijska piosenkarka (ur. 1958)[654]
  - José Ángel Trelles – argentyński piosenkarz i kompozytor (ur. 1943)[655]
  - Kihnu Virve – estońska pieśniarka ludowa, autorka tekstów (ur. 1928)[656]
- 11 grudnia
  - Angelo Badalamenti – amerykański kompozytor muzyki filmowej (ur. 1937)[657]
- 13 grudnia
  - Luis „Checho” González – chilijski muzyk i piosenkarz folkowy (ur. 1933)[658]
  - Nihal Nelson – lankijski wokalista i kompozytor (ur. 1946)[659]
  - Bayan Northcott – angielski krytyk muzyczny, kompozytor (ur. 1940)[660][661]
  - Lalo Rodriguez – portorykański piosenkarz (ur. 1958)[662]
  - Kim Simmonds – walijski wokalista i gitarzysta blues-rockowy, muzyk zespołu Savoy Brown (ur. 1947)[663][664]
- 14 grudnia
  - Rock Nalle – duński piosenkarz (ur. 1943)[665]
- 15 grudnia
  - Dino Danelli – amerykański perkusista, muzyk zespołu The Rascals (ur. 1944)[666]
  - Nigel Douglas – angielski śpiewak operowy (tenor) (ur. 1929)[667]
  - Shirley Eikhard – kanadyjska piosenkarka i autorka piosenek (ur. 1955)[668]
  - Ryszard Sroka – polski perkusista rockowy, cajónista; muzyk zespołów Nurt i Bank (ur. 1950)[669]
- 16 grudnia
  - Jean-Paul Corbineau – francuski wokalista folkowy, muzyk zespołu Tri Yann (ur. 1948)[670]
  - Charlie Gracie – amerykański piosenkarz i gitarzysta R&B (ur. 1936)[671]
- 17 grudnia
  - Elayne Jones – amerykańska perkusjonistka (ur. 1928)[672]
  - Urmas Sisask – estoński kompozytor muzyki chóralnej i poważnej (ur. 1960)[673]
- 18 grudnia
  - Martin Duffy – szkocki muzyk, klawiszowiec zespołu Primal Scream (ur. 1967)[674][675]
  - Terry Hall – angielski wokalista punk-rockowy i ska, muzyk zespołu The Specials (ur. 1959)[676]
  - Wim Henderickx – belgijski kompozytor muzyki poważnej (ur. 1962)[677]
- 19 grudnia
  - Claudisabel – portugalska piosenkarka (ur. 1982)[678]
  - Stanley Drucker – amerykański klarnecista (ur. 1929)[679]
- 22 grudnia
  - Thom Bell – amerykański piosenkarz soul, autor tekstów, producent muzyczny, aranżer, pianista i kompozytor (ur. 1943)[680]
  - Walter Washington – amerykański piosenkarz i gitarzysta bluesowy (ur. 1943)[681]
- 23 grudnia
  - Erich Kõlar – estoński dyrygent (ur. 1924)[682]
  - Maxi Jazz – brytyjski piosenkarz, wokalista zespołu Faithless (ur. 1957)[683][684]
- 24 grudnia
  - Freddie Roulette – amerykański gitarzysta bluesowy (ur. 1939)[685]
- 25 grudnia
  - Fausto Capeda – dominikański śpiewak operowy (baryton) (ur. 1939)[686]
  - Brian Cassar – brytyjski piosenkarz i gitarzysta (ur. 1936)[687]
- 26 grudnia
  - Lasse Lönndahl – szwedzki piosenkarz i aktor (ur. 1928)[688]
- 27 grudnia
  - Béla Dekany – brytyjski skrzypek pochodzenia węgierskiego (ur. 1928)[689]
  - Jo Mersa Marley – jamajski wokalista reggae (ur. 1992)[690]
  - Harry Sheppard – amerykański wibrafonista jazzowy (ur. 1928)[691]
- 28 grudnia
  - Black Stalin – trynidadzki piosenkarz calypso (ur. 1941)[692]
  - Linda de Suza – portugalska piosenkarka pop (ur. 1948)[693]
- 29 grudnia
  - Eduard Artiemjew – rosyjski kompozytor muzyki filmowej (ur. 1937)[694]
  - Ian Tyson – kanadyjski piosenkarz folkowy (ur. 1933)[695]
- 31 grudnia
  - Jeremiah Green – amerykański perkusista rockowy, muzyk zespołu Modest Mouse (ur. 1977)[696]
  - Anita Pointer – amerykańska piosenkarka i autorka tekstów, założycielka i członkini zespołu The Pointer Sisters (ur. 1948)[697]
  - Ginny Redington – amerykańska autorka tekstów i performer, kompozytor jingli i muzyki korporacyjnej (ur. 1945)[698]

Data dzienna nieznana
- Ryszard Hubert Adrjański – polski śpiewak operetkowy i estradowy (ur. 1936)[699][700]
- Hamish Kilgour – nowozelandzki perkusista i gitarzysta rockowy (ur. 1957)[701]

## Nagrody
- 22 kwietnia – Fryderyki 2022 Gala Muzyki Poważnej[702][703]
- 29 kwietnia – Fryderyki 2022 Gala Muzyki Rozrywkowej i Jazzu[704][703]
- 18 października – 31. Mercury Prize – Little Simz Sometimes I Might Be Introvert[a][705][706][707]